# Taysom Hill
(en) Statistiques sur pro-football-reference
Taysom Shawn Hill (né le 23 août 1990) est un joueur de football américain évoluant au poste de quarterback pour les Saints de la Nouvelle-Orléans de la National Football League (NFL). Il joue également kick returner et a occupé plusieurs positions pour les équipes offensives et spéciales. Il a joué au football universitaire pour les Cougars de l'université Brigham Young.

## Jeunes années
Né et élevé à Pocatello, dans l'Idaho, Hill joue au football, au basketball et pratique l'athlétisme à la Highland High School et obtient son diplôme en 2009,. En tant que senior, il amasse 2269 yards et 18 touchdowns par la passe et 1 491 yards et 24 touchdowns à la course, remportant le titre de joueur de l’année All-Idaho, de Gatorade High School Player of the Year, la première sélection All-State et des distinctions de joueur de l’année All-Region et All-Conference. Il détient les records d'une saison scolaire et des records de carrière pour l'offensive totale.

## Carrière universitaire
À sa sortie du lycée en 2009, Hill reçoit de nombreuses offres de bourses dans l’ouest, notamment de l’université de l'Arizona, de l'université d'État de Boise, de l’université d'État de l'Oregon, de l'université d'État de Washington, de l’université de l'Utah, de l'université Stanford et de l'université Brigham Young.
Fortement recruté par l’entraîneur-chef du Cardinal, Jim Harbaugh, Hill s’est initialement engagé envers Stanford, mais lors de sa mission de l'église mormone, il est informé que celui-ci ne permet pas aux nouveaux étudiants de se joindre à l’équipe avant juin. En conséquence, il décide d'aller à Brigham Young à la place,.
Durant son année freshman, pour la saison 2012, Hill est le deuxième quarterback sur la depth chart (en). Il est d'abord utilisé pour des situations spéciales en match afin de pouvoir utiliser sa force athlétique dans des contextes de courte distance. Son tout premier jeu depuis la ligne de scrimmage est une passe de touchdown de 18 yards contre les Cougars de l'université d'État de Washington lors du match d'ouverture à domicile. Hill finit par disputer 6 matchs lors de la campagne 2012, dont deux comme titulaire (deux victoires), avant de subir une blessure au genou mettant fin à sa saison dans les toutes dernières secondes d'une victoire sur les Aggies de l'université d'Etat de l'Utah,.
Hill entre dans la saison 2013 en tant que quarterback titulaire de BYU. Après une défaite pénible de 19 à 16 dans le premier match de la saison contre les Cavaliers de l'université de Virginie, il rebondit contre les Longhorns de l'université du Texas à Austin la semaine suivante, avec 259 yards au sol et trois touchdowns dans une victoire 40 à 21. En 2014, Hill se fracture une jambe contre les Aggies le 3 octobre, mettant fin à sa saison. BYU perd son premier match de la saison cette nuit-là.
Hill a une fracture du médio-pied lors du match d'ouverture de la saison 2015 contre les Cornhuskers le 5 septembre. Après le match, l'entraîneur-chef de BYU, Bronco Mendenhall, annoncé que la blessure coûterait à Hill le reste de la saison. Le 16 février, Hill annoncé qu'il retournera à BYU en 2016, au lieu de rechercher des options pour jouer dans une autre école en tant que diplômé. Il reçoit le statut de redshirt médical pour 2015 et est éligible pour une dernière saison en 2016. Le 23 août, Hill est nommé titulaire devant le sophomore Tanner Mangum, qui le remplace pendant sa blessure la saison précédente. Hill change son numéro de maillot de 4 à 7 pour rendre hommage à son frère aîné, Dexter, décédé plus tôt en 2016 et qui portait le numéro 7 en tant que joueur.
Vers la fin de la saison 2016, Hill subit une quatrième blessure qui met fin à sa saison. Le 26 novembre, face à l'Utah, son rival de l'état, il est victime d'une lésion grave au coude au quatrième quart-temps et ne peut terminer la saison.

### Statistiques universitaires
| Année  | Équipe | Statut | MJ |         | Passes   | Passes | Passes | Passes | Passes | Passes | Passes  |       | Courses | Courses | Courses | Courses |
| Année  | Équipe | Statut | MJ | Tentées | Réussies | Pct.   | Yards  | TD     | Int.   | Éval.  | Tentées | Yards | Moy.    | TD      |         |         |
| 2012   | BYU    | FR     | 6  | 71      | 42       | 59,2   | 425    | 4      | 2      | 122,4  | 55      | 336   | 6,1     | 4       |         |         |
| 2013   | BYU    | SO     | 13 | 438     | 236      | 53,9   | 2 938  | 19     | 14     | 118,1  | 246     | 1 344 | 5.5     | 10      |         |         |
| 2014   | BYU    | JR     | 5  | 132     | 88       | 66,7   | 975    | 7      | 3      | 141,7  | 87      | 460   | 5,3     | 8       |         |         |
| 2015   | BYU    | SR     | 1  | 34      | 21       | 61,8   | 268    | 1      | 1      | 131,8  | 9       | 72    | 8,0     | 2       |         |         |
| 2016   | BYU    | SR     | 12 | 372     | 222      | 59,7   | 2 323  | 12     | 11     | 116,9  | 137     | 603   | 4,4     | 8       |         |         |
| Totaux | Totaux | Totaux | 37 | 1 047   | 609      | 58,2   | 6 929  | 43     | 31     | 121,4  | 534     | 2 815 | 5,3     | 32      |         |         |

## Carrière professionnelle
Hill démontre une capacité sportive impressionnante au Pro Day de BYU. Son sprint de 40 yards en 4,44 secondes et de sa détente verticale de 38,5 pouces aurait été le premier parmi tous les quarterbacks participants au NFL Combine 2017, battant les 4,54 secondes et les 35,5 pouces en détente de Trevor Knight de Texas A & M.
| Taille             | Poids            | Sprint 40 yd | aux 10 yd | aux 20 yd | 20 yd shuttle | 3 cone drill | Détente verticale  | Détente horizontale | BP |
| ------------------ | ---------------- | ------------ | --------- | --------- | ------------- | ------------ | ------------------ | ------------------- | -- |
| 6 ft 2 in (1,88 m) | 230 lbs (104 kg) | 4,49 s       | 1,61 s    | 2,55 s    | 4,37 s        | 7,03 s       | 38 in 1⁄2 (0,98 m) | 10 ft 2 in (3,10 m) | -  |

Non sélectionné dans la draft 2017 de la NFL, Hill signe avec les Packers de Green Bay en tant qu'agent libre le 5 mai. Il participe à trois matchs préparatoires avec les Packers dans lesquels il réussit 14 de ses 20 passes, lance pour deux touchdowns et court pour un autre, mais est libéré le 2 septembre 2017.

### Saints de La Nouvelle-Orléans

#### Saison 2017
Un jour plus tard, le 3 septembre 2017, Hill est signé par les Saints de La Nouvelle-Orléans. Il signe un contrat de trois ans d'une valeur de 1 665 000 dollars. Il est promu sur la liste des joueurs actifs le 3 décembre et participe à douze jeux des équipes spéciales face aux Panthers de la Caroline. Pour ses débuts en NFL, Hill enregistre deux tacles sur le kick returner des Panthers, Fozzy Whittaker.

#### Saison 2018
Au cours de la saison 2018, Hill est le troisième quarterback derrière Drew Brees et Teddy Bridgewater. Il est également utilisé dans diverses positions, devenant ainsi le premier kick returner des Saints. Dans leur victoire 21-18 contre les Browns de Cleveland le 16 septembre, il retourne son premier kickoff pour 47 yards. La semaine suivante, contre les Falcons d'Atlanta, il a sa performance la plus polyvalente de sa carrière. Hill retourne trois kickoffs pour 64 yards et fait un tacle sur un punt. Il a trois courses pour 39 yards et est souvent utilisé comme tight end pour bloquer les défenseurs,. Le 30 septembre, contre les Giants de New York, Hill réussit sa première passe en carrière dans la NFL sur un faux punt pour 10 yards. Il y ajoute 4 courses pour 28 yards, tout en continuant à être un Wide receiver potentiel et demeurant kick returner titulaire. Face aux Redskins de Washington, Hill court à cinq reprises pour un total de 24 yards, dont son premier touchdown en carrière dans une victoire de 43 à 19. Dans la victoire 30 à 20 lors du Sunday Night Football contre les Vikings du Minnesota le 28 octobre, Hill établit le premier touchdown du match des Saints en complétant une passe de 44 yards au receveur Michael Thomas, pour sa deuxième passe complétée de l'année. Lors du match de la 14e semaine contre les Buccaneers de Tampa Bay, Hill bloque un punt de Bryan Anger, ce qui conduit à un touchdown qui propulse les Saints vers une victoire 28 à 14, leur permettant de remporter le titre de division. Il est nommé joueur défensif de la semaine en équipes spéciales de la NFC,. Lors du match de division des Saints contre les Eagles de Philadelphie, Hill joue un rôle clé en tant que joueur polyvalent, courant pour un premier down sur un faux punt pour commencer la remontée victorieuse des Saints. Dans le championnat NFC, contre les Rams de Los Angeles, Hill enregistre une réception de touchdown dans la défaite de 26-23 en prolongation.

#### Saison 2019
Durant la semaine 1 contre les Texans de Houston, Hill court deux fois pour huit yards et attrape une passe pour un touchdown de 9 yards dans la victoire de 30-28. En semaine 7 contre les Bears de Chicago, il court deux fois pour 21 yards et attrape une passe pour un touchdown de quatre yards dans la victoire de 36 à 25. La semaine suivante, il voit son temps de jeu augmenter alors que Drew Brees revient de blessure et reçoit trois passes pour 63 yards et un touchdown dans la victoire de 31-9 contre les Cardinals de l'Arizona. Lors de la semaine 13 contre les Falcons d'Atlanta, le jour de l'Action de grâces, Hill bloque une passe, court pour un touchdown de 30 yards et marque un touchdown à la passe de trois yards dans la victoire de 26-18. Avec sa quatrième réception de touchdown de l'année, Hill bat le record du plus grand nombre de réceptions de touchdown par un quarterback en une seule saison,. En semaine 15 contre les Colts d'Indianapolis au Monday Night Football, Hill capte deux passes pour 42 yards, dont la 541e passe de touchdown en carrière lancée par Drew Brees, lors de la victoire de 34-7.

## Statistiques NFL

### Saison régulière
| Année  | Équipe                        | MJ     |         | Passes   | Passes | Passes | Passes | Passes | Passes | Passes  |       | Courses | Courses | Courses | Courses |     | Sacks  | Sacks |  | Fumbles | Fumbles |
| Année  | Équipe                        | MJ     | Tentées | Réussies | Pct.   | Yards  | TD     | Int.   | Éval.  | Tentées | Yards | Moy.    | TD      | Nb.     | Yards   | Nb. | Perdus |       |  |         |         |
| 2017   | Saints de La Nouvelle-Orléans | 5      | -       | -        | -      | -      | -      | -      | -      | -       | -     | -       | -       | -       | -       | -   | -      |       |  |         |         |
| 2018   | Saints de La Nouvelle-Orléans | 16     | 7       | 3        | 42,9   | 64     | 0      | 1      | 36,3   | 37      | 196   | 5,3     | 2       | 1       | 3       | 1   | 1      |       |  |         |         |
| 2019   | Saints de La Nouvelle-Orléans | 16     | 6       | 3        | 50,0   | 55     | 0      | 0      | 81,9   | 27      | 156   | 5,8     | 1       | 1       | 9       | 0   | 0      |       |  |         |         |
| 2020   | Saints de La Nouvelle-Orléans | 16     | 121     | 88       | 72,7   | 928    | 4      | 2      | 98,8   | 87      | 457   | 5,3     | 8       | 14      | 87      | 10  | 5      |       |  |         |         |
| 2021   | Saints de La Nouvelle-Orléans | 7      | 8       | 7        | 87,5   | 56     | 0      | 1      | 56,3   | 20      | 104   | 5,2     | 3       | 0       | 0       | 0   | 0      |       |  |         |         |
| Totaux | Totaux                        | Totaux | 142     | 101      | 71,1   | 1103   | 4      | 4      | 91,4   | 171     | 913   | 5,3     | 14      | 16      | 99      | 11  | 6      |       |  |         |         |

| Année  |     | Réceptions | Réceptions | Réceptions | Réceptions | Réceptions |
| Année  | Réc | Yds        | Moy        | TD         | Lng        |            |
| 2017   | -   | -          | -          | -          | -          |            |
| 2018   | 3   | 4          | 1,3        | 0          | 5          |            |
| 2019   | 19  | 234        | 12,3       | 6          | 45         |            |
| 2020   | 8   | 98         | 12,3       | 1          | 21         |            |
| 2021   | 4   | 52         | 13         | 0          | 15         |            |
| Totaux | 34  | 388        | 11,4       | 7          | 86         |            |

| Défense | Défense | Défense |     | Retours de kickoffs | Retours de kickoffs | Retours de kickoffs | Retours de kickoffs |     | Retours de punts | Retours de punts | Retours de punts | Retours de punts |
| Comb    | Solo    | Ass     | Ten | Yds                 | Moy                 | TD                  | Ten                 | Yds | Moy              | TD               |                  |                  |
| 4       | 4       | 0       | -   | -                   | -                   | -                   | -                   | -   | -                | -                |                  |                  |
| 6       | 4       | 2       | 14  | 348                 | 24,9                | 0                   | 1                   | 0   | 0                | 0                |                  |                  |
| 2       | 1       | 1       | 1   | 12                  | 12,0                | 0                   | -                   | -   | -                | -                |                  |                  |
| 1       | 1       | 0       | -   | -                   | -                   | -                   | -                   | -   | -                | -                |                  |                  |
| 2       | 1       | 1       | -   | -                   | -                   | -                   | -                   | -   | -                | -                |                  |                  |
| 15      | 11      | 4       | 15  | 360                 | 24,0                | 0                   | 1                   | 0   | 0                | 0                |                  |                  |

### Playoffs
| Année  | Équipe                        | MJ     |         | Passes   | Passes | Passes | Passes | Passes | Passes | Passes  |       | Courses | Courses | Courses | Courses |     | Sacks  | Sacks |  | Fumbles | Fumbles |
| Année  | Équipe                        | MJ     | Tentées | Réussies | Pct.   | Yards  | TD     | Int.   | Éval.  | Tentées | Yards | Moy.    | TD      | Nb.     | Yards   | Nb. | Perdus |       |  |         |         |
| 2017   | Saints de La Nouvelle-Orléans | 2      | -       | -        | -      | -      | -      | -      | -      | -       | -     | -       | -       | -       | -       | -   | -      |       |  |         |         |
| 2018   | Saints de La Nouvelle-Orléans | 2      | 1       | 0        | 0,0    | 0      | 0      | 0      | 39,6   | 3       | 8     | 2,7     | 0       | 0       | 0       | 1   | 0      |       |  |         |         |
| 2019   | Saints de La Nouvelle-Orléans | 1      | 1       | 1        | 100,0  | 50     | 0      | 0      | 118,7  | 4       | 50    | 12,5    | 0       | 0       | 0       | 0   | 0      |       |  |         |         |
| 2020   | Saints de La Nouvelle-Orléans | 1      | -       | -        | -      | -      | -      | -      | -      | 4       | 15    | 3,8     | 0       | 0       | 0       | 1   | 1      |       |  |         |         |
| Totaux | Totaux                        | Totaux | 2       | 1        | 50,0   | 50     | 0      | 0      | 95,8   | 11      | 73    | 6,6     | 0       | 0       | 0       | 2   | 1      |       |  |         |         |

| Année  | MJ     |     | Réceptions | Réceptions | Réceptions | Réceptions | Réceptions |
| Année  | MJ     | Réc | Yds        | Moy        | TD         | Lng        |            |
| 2017   | 2      | -   | -          | -          | -          |            |            |
| 2018   | 2      | 1   | 2          | 2,0        | 1          | 2          |            |
| 2019   | 1      | 2   | 25         | 12,5       | 1          | 20         |            |
| 2020   | 1      | 2   | 5          | 2,5        | 0          | 5          |            |
| Totaux | Totaux | 5   | 32         | 6,4        | 2          | 20         |            |

## Vie privée
Hill est le plus jeune des quatre enfants de Doug et Natalie Hill. Il est nommé d'après le parc Rotary Taysom situé dans sa ville natale de Pocatello, en Idaho.
Il est membre de l'Église de Jésus-Christ des Saints des Derniers Jours et a été missionnaire pour l'église à Sydney, en Australie, de 2009 à 2011. Il épouse sa femme, Emily Nixon Hill, en 2014 dans le temple de Salt Lake,. Le beau-frère de Hill est l'ancien linebacker de BYU et de la NFL, David Nixon.